# Campionati europei di Formula Kite 2019
I Campionati europei di Formula Kite 2019 si sono svolti a Torregrande, in Italia, dal 25 settembre al 1º ottobre 2019.

## Podi
| Evento                 | Oro            | Argento              | Bronzo            |
| Formula Kite Maschile  | Axel Mazella   | Toni Vodisek         | Théo de Ramecourt |
| Formula Kite Femminile | Ellie Aldridge | Valeria Garashchenko | Julia Damasiewicz |
| Staffetta mista        | Regno Unito    | Russia               | Polonia           |

## Medagliere
| Posiz. | Nazione     | Oro | Argento | Bronzo | Totale |
| ------ | ----------- | --- | ------- | ------ | ------ |
| 1      | Regno Unito | 2   | 0       | 0      | 2      |
| 2      | Francia     | 1   | 0       | 1      | 2      |
| 3      | Russia      | 0   | 2       | 0      | 2      |
| 4      | Slovenia    | 0   | 1       | 0      | 1      |
| 5      | Polonia     | 0   | 0       | 2      | 2      |
| Totale | Totale      | 3   | 3       | 3      | 9      |